# Vladimir Pogačić
Vladimir Pogačić (Karlovac, 23 settembre 1919 – Belgrado, 13 settembre 1999) è stato un regista cinematografico e sceneggiatore jugoslavo.

## Biografia

### Gli inizi
Prima della seconda guerra mondiale, Pogačić studiò storia dell'arte presso la Facoltà di scienze umane e sociali dell'Università di Zagabria. Alla fine degli anni Quaranta si iscrisse alla Scuola di cinema di Belgrado. Tra il 1945 e il 1947 lavorò come sceneggiatore e regista presso Radio Zagreb e come regista presso il teatro studentesco di Zagabria, dove ha diretto una produzione locale di Die Gewehre der Frau Carrar nel 1947, la prima opera in assoluto di Bertolt Brecht messa in scena in Jugoslavia).

### Carriera cinematografica
La carriera di regista di Pogačić iniziò nel 1949 con Priča o fabrici, dopodiché divenne uno degli autori cinematografici jugoslavi più prolifici degli anni '50. Diresse diversi film importanti del cinema jugoslavo: Poslednji dan (1951), considerato il primo film di spionaggio jugoslavo; Anikina vremena (1954), un film basato su una storia di Ivo Andrić, che fu il primo film jugoslavo distribuito negli Stati Uniti, e Veliki i mali (1956), che fu il primo jugoslavo lungometraggio a vincere un premio internazionale, dato che diede a Pogačić il premio come miglior regista al Festival internazionale del cinema di Karlovy Vary del 1957. Inoltre, il suo film Nevjera del 1953 fu proiettato al Festival di Cannes del 1953 nel programma del concorso internazionale.
Dal 1954 al 1981, Pogačić è stato il direttore della Cineteca jugoslava. È stato anche presidente della Federazione internazionale degli archivi cinematografici (FIAF) e vicepresidente del Consiglio internazionale per la televisione cinematografica e la comunicazione audiovisiva (IFTC), la divisione cinematografica dell'UNESCO, dal 1972 al 1979. Pogačić in seguito ha lavorato come docente presso la Facoltà di arti drammatiche dell'Università di Belgrado ed è stato direttore dell'influente rivista cinematografica jugoslava Film danas.

## Filmografia parziale
Regista
- Priča o fabrici (1949)
- Poslednji dan (1951)
- Nevjera (1953)
- Anikina vremena (1954)
- Veliki i mali (1956)
- Subotom uveče (1957)
- Sam (1959)
- Pukotina raja (1959)
- Karolina Riječka (1961)
- Čovjek s fotografije (1963)